# Eremo di Prizindice
Prizindice è un eremo della Dalmazia, situato sul uno sperone di roccia dell'isola di Bua, a picco sul mare.
È stata fondata da un gruppo di eremiti nel XVI secolo che praticavano la liturgia in glagolitico. Un'iscrizione del 1546, in italiano antico, nel retro della chiesa attesta che è stata fondata da Zorzi Stoidrazic (PRE ZORZI STOID/RAZIC VENE QUA/ IN EREMITORIO ED/IFICHO QUESTO/ TEMPIO AD ONORE/ BEATE MARIE CONC/EPCIONE MDXLVI). La chiesa ha visto alternarsi monaci slavi a monaci latini (probabilmente di lingua italiana o dalmatica), provenienti gli uni da Poglizza dei Morlacchi, gli altri, i latini, dall'isola di Veglia, precisamente da La Dobba (Dubašnica). L'ultimo eremita che ha abitato il monastero è stato Andrija Varvodić che morì nel 1852.